# دائرة الدول العربية وبقية دول العالم الانتخابية
دائرة الدول العربية وبقية دول العالم الانتخابية هي واحدة من الدوائر الانتخابية للتونسيين في الخارج الذين يبلغ عددهم 6، إضافة إلى الـ27 دائرة انتخابية في داخل تونس. تتكون هذه الدائرة من جميع الدول العربية وما تبقى من دول العالم (بإستثناء الأمريكتان وأوروبا). خصص لهذه الدائرة مقعدين من جملة 217 مقعد في مجلس نواب الشعب.

## نتائج الانتخابات

### انتخابات المجلس الوطني التأسيسي 2011
| الحزب                                     | الأصوات           | النسبة | المقاعد |
| ----------------------------------------- | ----------------- | ------ | ------- |
| حركة النهضة                               | لا معلومات متوفرة |        | 1       |
| المؤتمر من أجل الجمهورية                  | لا معلومات متوفرة |        | 1       |
|                                           |                   |        |         |
| الاجمالي                                  | 005 19            | 100%   |         |
|                                           |                   |        |         |
| الأوراق الملغاة/البيضاء                   | 026 1             | 5.12%  |         |
|                                           |                   |        |         |
| إجمالي عدد المصوتين                       | 031 20            |        |         |
| الإمتناع عن التصويت                       | لا معلومات متوفرة |        |         |
| المسجلون                                  | لا معلومات متوفرة | 100%   |         |
| المصدر: الرائد الرسمي للجمهورية التونسية. |                   |        |         |

### الإنتخابات التشريعية 2014
| الحزب                                     | الأصوات           | النسبة | المقاعد |
| ----------------------------------------- | ----------------- | ------ | ------- |
| نداء تونس                                 | لا معلومات متوفرة |        | 1       |
| حركة النهضة                               | لا معلومات متوفرة |        | 1       |
|                                           |                   |        |         |
| الاجمالي                                  | 022 12            | 100%   |         |
|                                           |                   |        |         |
| الأوراق الملغاة/البيضاء                   | 136               | 1.12%  |         |
|                                           |                   |        |         |
| إجمالي عدد المصوتين                       | 158 12            |        |         |
| الإمتناع عن التصويت                       | لا معلومات متوفرة |        |         |
| المسجلون                                  | لا معلومات متوفرة | 100%   |         |
| المصدر: الرائد الرسمي للجمهورية التونسية. |                   |        |         |

### الإنتخابات التشريعية 2019
| الحزب                                      | الأصوات           | النسبة | المقاعد |
| ------------------------------------------ | ----------------- | ------ | ------- |
| حركة النهضة                                | 3009              | 38.82% | 1       |
| التيار الديمقراطي                          | 1480              | 19.09% | 1       |
| قلب تونس                                   | 655               | 8.45%  | 0       |
| الدستوري الحر                              | 567               | 7.31%  | 0       |
| قائمة أمل وعمل المستقلة                    | 339               | 4.37%  | 0       |
| أحزاب وقوائم أخرى                          | 702 1             | 21.96% | 0       |
|                                            |                   |        |         |
| الاجمالي                                   | 752 7             | 100%   |         |
|                                            |                   |        |         |
| الأوراق الملغاة/البيضاء                    | 66                | 0.84%  |         |
|                                            |                   |        |         |
| إجمالي عدد المصوتين                        | 818 7             |        |         |
| الإمتناع عن التصويت                        | لا معلومات متوفرة |        |         |
| المسجلون                                   | لا معلومات متوفرة | 100%   |         |
| المصدر: الهيئة العليا المستقلة للانتخابات. |                   |        |         |

## الممثلين

### المؤسسون (2011-2014)
| الإسم | الإسم         | الحزب | الحزب                    |
| ----- | ------------- | ----- | ------------------------ |
|       | كمال بن عمارة |       | حركة النهضة              |
|       | إقبال المصدع  |       | المؤتمر من أجل الجمهورية |

### نواب الشعب

#### المدة النيابية الأولى (2014-2019)
| الإسم | الإسم            | الحزب | الحزب       |
| ----- | ---------------- | ----- | ----------- |
|       | ماهر المذيوب     |       | حركة النهضة |
|       | عبد الرؤوف الماي |       | نداء تونس   |

#### المدة النيابية الثانية (2019-2024)
| الإسم | الإسم        | الحزب | الحزب                 |
| ----- | ------------ | ----- | --------------------- |
|       | ماهر المذيوب |       | حركة النهضة           |
|       | محمد عمار    |       | حزب التيار الديمقراطي |

## مقالات ذات صلة
- الانتخابات في تونس